# パナール・ディナZ
パナール・ディナZ（Panhard Dyna Z ）はフランスの自動車メーカーであったパナールが1954年から1960年まで生産した小型大衆車である。1960年にはパナール・PL17（Panhard PL17 ）と改称され、1965年まで生産された。1946年から生産されていたディナXのモデルチェンジ版で、全長4,570mm 全幅1,600mmという、当時の2,000ccクラスに匹敵する大きな車体を、徹底的な空力・軽量設計（ボディ装飾用のモールに至るまで全てアルミニウム製で車両重量は僅か650kg）によって、初代と同じ空冷水平対向2気筒850ccエンジンで最高速度130km/hで走らせる、フランス的合理主義の極限を行くエキセントリックなモデルとなった。
しかし、ルノーやシトロエンには生産規模で大きく水をあけられていたこともあり、ディナ各車の製造コストは非常に高く、1955年以降はシトロエンの傘下に入り、徐々にスチール製パーツの比率を高めるようになり、1960年以降はオールスチールボディとなって「PL17」と改称された。虎柄の内装を持つ高出力版「ティグル」（Tigerの意）が追加され、重量増による性能低下を補った。
1965年にパナールの乗用車部門がシトロエンに吸収合併されると、PL17は消滅した。PL17は日本にもシトロエンを扱っていた日仏自動車が代理店となって少数輸入された。

## ギャラリー

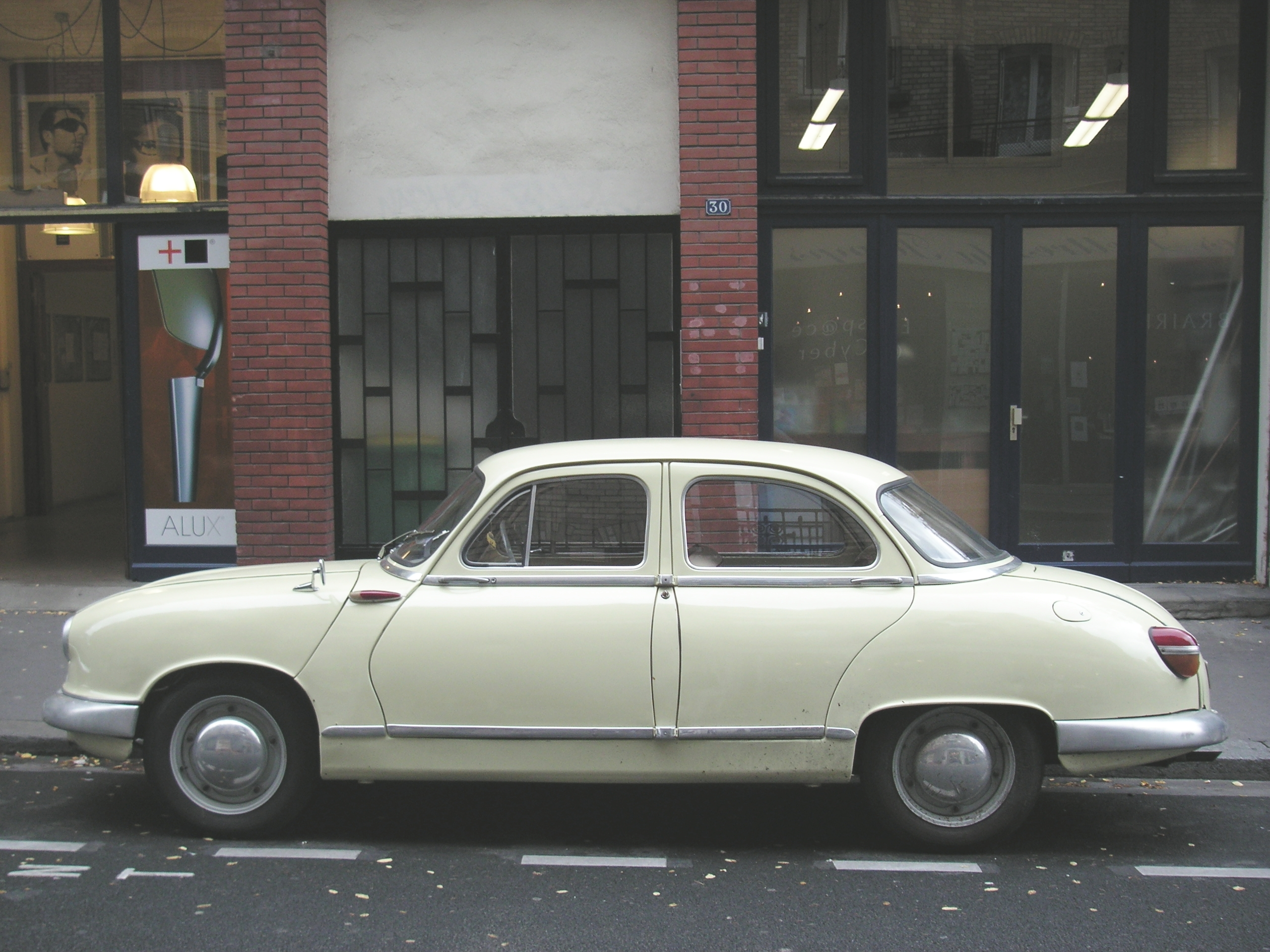
サイドビュー
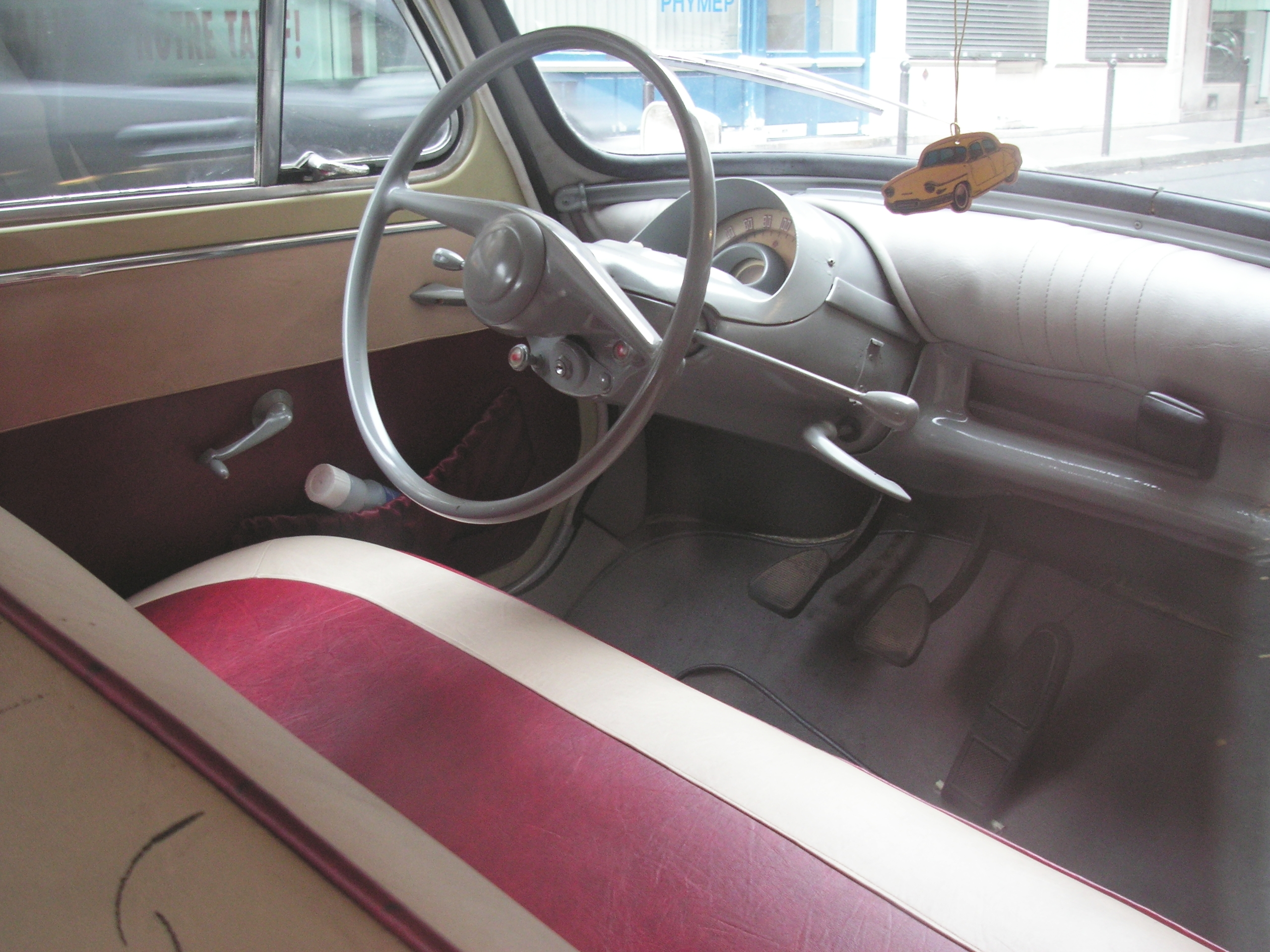
インテリア
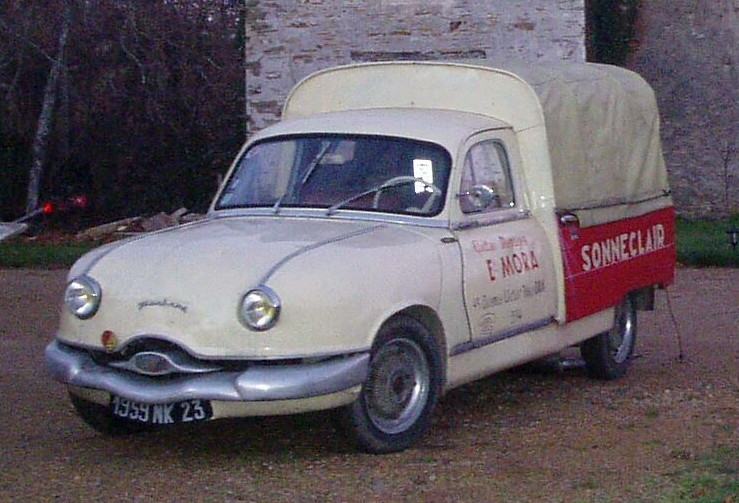
ピックアップモデル
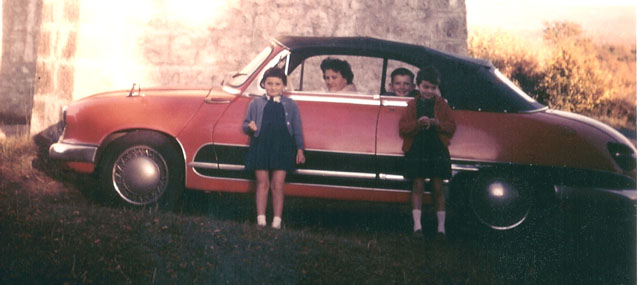
カブリオレ